# Дворецкий, Игнатий Моисеевич
Игнатий (Израиль) Моисеевич Дворецкий (1919—1987) — русский советский драматург, прозаик, киносценарист.

## Биография
В 1938—1940 годах учился на историко-филологическом факультете Иркутского университета. В 1940 году был арестован и восемь лет провёл на Колыме. В 1947 году вернулся в Иркутск и в 1948—1949 годах учился заочно, работая токарем, рыбаком, трактористом, лесорубом, директором МТС. Печатался с 1948 года. Член СП СССР с 1955 года. Окончил Высшие литературные курсы в 1958 году. С 1964 году жил в Ленинграде. В 1975 году организовал драматургическую мастерскую при Ленинградском ВТО, которой руководил до своей смерти. Среди его учеников были Александр Галин, Семён Злотников, Олег Ернев и десятки других.
«Маленький, лысенький, толстенький, но очень авантажный, любящий: „баба, водка, по морде“».
Умер от воспаления лёгких после перенесённого инфаркта. Похоронен на Ново-Волковском кладбище.

## Творчество
Всего Дворецкий написал девятнадцать пьес. В 1959 году сразу в двух театрах была поставлена его первая пьеса «Трасса» — в Ленинградском БДТ (27 января, постановка Г. А. Товстоногова) и в Московском театре имени Пушкина. На протяжении десятилетий пьесы драматурга шли во многих ведущих театрах страны: так, в Театре на Малой Бронной режиссёр Анатолий Эфрос последовательно поставил «Человека со стороны» (1971; в 1973 году спектакль был экранизирован), «Веранду в лесу» (1978) и «Директора театра» (1984).
Большое внимание привлекла пьеса «Человек со стороны» (1971), по которой в 1973 году был снят фильм «Здесь наш дом» (реж. Виктор Соколов). Пьеса «Колыма», написанная в 1962 году и запрещённая после репетиций в 1963—1964 годах, была переработана в 1985 году. Оба варианта пьесы во время перестройки были опубликованы и поставлены.

Темы своих пьес Дворецкий всегда брал из непосредственной повседневности. При этом он связывал публицистические проблемы с этическими и психологическими.
— Вольфганг Казак
Автор многочисленных очерков, повести «Тайга весенняя» (1952), сборника лирических рассказов «Полноводье» (1954) и повести «Командировка», напечатанной в 1957 году в журнале «Молодая гвардия».

### Драматургия
- Трасса. М.: ВУОАП, 1959.
- Взрыв // Театр. 1960. № 8.
  - То же. М.: ВУОАП, 1960.
- Катерина. М.: ВУОАП, 1961.
- Большое волнение. М.: ВУОАП, 1961.
  - То же. М.: Искусство, 1962.
- Средь бела дня. М.: ВУОАП, 1962.
- Пьесы. М.: Сов. писатель, 1963. 300 с. (содержание: Трасса; Взрыв; Большое волнение).
- Мост и скрипка (Буря в стакане/Должность жены). М.: ВУОАП, 1964.
- Мужчина семнадцати лет. М.: ВУОАП, 1966.
  - То же. Новая ред. М.: ВААП, 1977.
- Человек со стороны. М.: ВУОАП, 1972.
  - То же. Л.: Искусство, 1972.
- Саша Белова, 1973, (ВААП)
- Ковалёва из провинции. М.: ВААП, 1974.
- Проводы. М.: ВААП, 1975.
- Веранда в лесу. М.: ВААП, 1977.
- Трасса: Пьесы. Л.: Сов. писатель, 1978. 432 с. (содержание: Трасса; Большое волнение; Мужчина семнадцати лет; Человек со стороны; Ковалёва из провинции; Проводы; Веранда в лесу).
- Воспоминания о Давше. М.: ВААП-Информ, 1979.
- «Профессия» Айзека Азимова. М.: ВААП, 1981.
- Директор театра // Современная драматургия. 1983. № 4.
  - То же. М.: ВААП-Информ, 1984.
- Курортная зона // Театр. 1984. № 9.
  - То же. М.: ВААП-Информ, 1984.
- Члены общества кактусов // Звезда. 1986. № 10.
- Веранда в лесу: Пьесы. Л.: Советский писатель, 1986. 661, [2] с. (содержание: Трасса; Большое волнение; Мост и скрипка (Должность жены); Мужчина семнадцати лет; Человек со стороны; Ковалёва из провинции; Проводы; Веранда в лесу; Курортная зона; «Профессия» Айзека Азимова; Директор театра).
- Колыма // Нева. 1987. № 12.
  - То же. Вариант 1962 года // Современная драматургия. 1988. № 1.

### Театральные постановки
«Трасса»
- 1959 — Большой драматический театр им. Горького. Постановка Г. А. Товстоногова; художник С. С. Мандель

«Человек со стороны»
- 1971 — Театр на Малой Бронной. Постановка А. В. Эфроса
- 1971 — Театр имени Ленсовета

«Ковалёва из провинции»
- 1973 — Театр имени Ленсовета. Постановка И. П. Владимирова, режиссёр М. Маркова

«Веранда в лесу»
- 1978 — Театр на Малой Бронной. Постановка А. В. Эфроса; художники Д. и Л. Булановы

«Директор театра»
- 1984 — Театр на Малой Бронной. Постановка А. В. Эфроса; художник Д. А. Крымов

### Фильмография
- 1966 — На диком бреге (реж. Анатолий Граник, экранизация одноимённого романа Б. Полевого) — сценарист в соавторстве с Г. Капраловым
- 1968 — Источник (реж. Анатолий Граник) — сценарист
- 1973 — Здесь наш дом (реж. Виктор Соколов) — сценарист (на основе своей пьесы «Человек со стороны»)
- 1978 — Проводы (реж. Юрий Сергеев) — сценарист (на основе своей пьесы)
- 1982 — Солнечный ветер (реж. Ростислав Горяев) — сценарист.